# Везиров, Аслан Фархад оглы
Аслан Фархад оглы Везиров (азерб. Aslan Fərhad bəy oğlu Vəzirov; Аслан Фахрадович Визиров; 13 декабря 1910, Зюмюрхач, Кавказское наместничество — 27 июня 1988, Баку) — Герой Советского Союза, командир 1-й гвардейской Могилёвской Краснознамённой ордена Кутузова штурмовой инженерно-сапёрной бригады РГК, 70-й армии 2-го Белорусского фронта.

## Биография
Аслан Везиров родился 13 декабря в 1910 году в азербайджанской крестьянской семье, в селе Зюмюрхач.
Окончив 10 классов средней школы, 16 сентября 1922 года поступил на учёбу в Закавказскую военно-подготовительную школу СКВО города Баку. В ноябре 1928 года командованием школы для дальнейшего обучения был направлен в Ленинградское военно-инженерное училище ЛВО, в ноябре 1929 года направлен в Московскую военно-инженерную школу МВО, в январе 1930 — в Закавказскую пехотную школу СКВО.
Окончив школу в мае 1930 года, начал служить командиром сапёрно-маскировочного взвода в 5-м Кавказском стрелковом полку 2-й стрелковой дивизии имени А. К. Степина СКВО, занимался обучением бойцов сапёрному делу.
8 января 1931 года вступил в ВКП(б). С августа по октябрь 1932 года — командир сапёрной роты 2-й Кавказской дивизии. В 1933 году был переведен в Киевский особый военный округ в город Овруч Житомирской области УССР на должность заместителя командира сапёрной роты. Затем Везиров получил назначение на должность старшего помощника начальника инженерных войск Харьковского военного округа. В начале июня 1941 года — получил звание майора, став старшим помощником начальника инженерных войск 18-й армии.

## Великая Отечественная война
22 июня 1941 года встретил в городе Черновцы. В начале войны, майор Аслан Везиров начальник отделения снабжения 18-й армии отдела инженерных войск Южного фронта, обеспечивал переправу отступающих частей Красной Армии через реку Днестр в районе Хотина, руководил подрывом фортификационных сооружений на бывшей границе. В районе Гайворона Везиров организовал переправу войск Южного фронта через Южный Буг, в районе Качкаровка-Каховка — через Днепр. Руководил строительством оборонительных сооружений на западном берегу Днепра западнее Каховки.
В районе реки Синюха сапёрный батальон под командованием Везирова был практически уничтожен немцами. Везиров вместе с десятью уцелевшими бойцами 7 дней выходил из окружения. За образцовое выполнение заданий командования летом и осенью 1941 года и проявленное мужество и отвагу, майор Аслан Везиров был награждён орденом «Красное Знамя».

### Южный и Северо-Кавказский фронты
В начале 1942 года Аслан Везиров был повышен в звании до подполковника и переведён на должность начальника штаба инженерных войск 18-й армии Южного фронта. Будучи начальником штаба инженерных войск Особой армейской группы генерал-лейтенанта Ф. В. Камкова, обеспечивал организацию переправ через реку Северский Донец южнее Барвенковского выступа, в районе Лисичанска. Затем был назначен на должность начальника отдела боевой подготовки инженерных войск 18-й армии. В 1942 году был назначен командиром полка. Под командованием Везирова 38-й инженерный полк обеспечивал переправу частей Красной Армии через реку Кубань, создавал оборонительные сооружения и инженерные заграждения на Гойтхском перевале, на подступах к городам Туапсе и Новороссийск. Позже некоторое время Везиров был заместителем командира 64-й отдельной инженерно-сапёрной бригады, командиром 5-й горной минно-инженерной бригады Северо-Кавказского фронта. Бригада обеспечивала наступление советских войск в направлении Орджоникидзе, Невинномысска, Минвод, Ставрополя, Тамани. В июне 1943 года Везирову было присвоено звание полковника.

### Юго-Западный фронт
С июня 1943 года полковник Везиров командовал 51-й Краснознамённой инженерно-сапёрной бригадой Юго-Западного фронта (с октября 1943 года — 3-й Украинский фронт). Под его командованием бригада обеспечивала наступление 1-й гвардейской и 46-й армий. Везиров форсировал реку Северский Донец в районе Змиева, реку Днепр в районе Днепропетровска и Днепродзержинска. При форсировании Днепра переправа длиной около километра была построена сапёрами Везирова в течение 2 суток. Под Днепродзержинском, несмотря на огонь противника, бригада наступала непосредственно с передовыми частями. За мужество и героизм, проявленные при обеспечении форсирования Днепра, бригада получила почётное наименование «Днепродзержинская». Командир за умелое руководство действиями бригады награждён орденом Богдана Хмельницкого 2-й степени. В последующих боях Везиров непосредственно руководил бригадой при штурме Кривого Рога, Апостолово, форсированием реки Южный Буг в районе Новой Одессы. Пройдя с боями по украинской земле сотни километров, бригада Аслана Везирова успешно форсировала Днестр южнее города Бендеры. Командир бригады Везиров получил новую награду — орден Кутузова 2-й степени.

### 2-й Белорусский фронт 1944 год
В мае 1944 года гвардии полковника Аслана Везирова назначили командиром 1-й гвардейской штурмовой инженерно-сапёрной бригады. Бригада под его командованием принимала активное участие в Белорусской операции. В составе 2-го Белорусского фронта бригада участвовала в прорыве оборонительных сооружений немцев на реках Проня и Бася, форсировала Днепр в районе Могилёва за что получила почётное наименование «Могилёвская». Командир бригады лично руководил наведением переправ через Днепр в полосе 69-го стрелкового корпуса, был дважды контужен, но не покинул поля боя. За умелое руководство бригадой, личную храбрость и отвагу Везиров был вторично награждён орденом Красного Знамени.
Во второй половине июля 1944 года 1-я отдельная гвардейская штурмовая инженерно-сапёрная бригада была передислоцирована в район юго-западнее Новогрудка, где действовала в составе 50-й армии. В ходе Белостокской наступательной операции Красной Армии бригада обеспечивала переправу частей армии через реку Неман севернее Гродно, разминирование минных полей на подступах к городу, участвовала в отражении массированных контратак противника и в освобождении города от немецко-фашистских войск. В начале августа 1944 года бойцы Везирова в тяжелейших условиях под огнём противника построили 180-метровую переправу через Бобр и обеспечили успешный штурм и захват советскими войсками 13 — 14 августа 1944 года крепости Осовец. Гвардии полковник Аслан Везиров был награждён третьим орденом Красного Знамени.
С сентября 1944 года бригада Везирова в составе 48-й и 2-й ударной армии 2-го Белорусского фронта обеспечивала прорыв сильно укреплённой обороны противника по реке Нарев в Восточной Пруссии севернее Варшавы. Бойцы бригады, находясь в боевых порядках стрелковых подразделений, обезвредили более 22 000 мин. В ходе развития наступления и выхода к Данцигской бухте гвардии полковник Везиров лично руководил действиями двух ударных батальонов (огнемётного и инженерно-сапёрного) при штурме и захвате немецкой крепости Грауденц. За умелое руководство бригадой и личную храбрость Везиров награждён четвёртым орденом Красного Знамени.

### 2-й Белорусский фронт 1945 год
В 1945 году в период подготовки к прорыву через реку Нарев, части бригады гвардии полковника Визирова, обеспечивали проход частям 48 армии 2-го Белорусского фронта. В период развития прорыва к Данцигской бухте и при штурме крепости Грауденц части 1-й гв. шисбр, под руководством гвардии полковника Визирова, с успехом обеспечивали инженерным обеспечением продвижение войск. После взятия Данцига (Гданьск), с 13 апреля 1945 года бригада Визирова была передислоцирована в район южнее города Штеттин и в составе 70-й армии обеспечивала форсирование Одера в районе Грайфенхагена. В ходе Берлинской наступательной операции сапёры Визирова только в полосе 70-й армии к 19 апреля создали 7 десантных паромных переправ через Ост- и Вест-Одер. В районе населённого пункта Шенинген переправили через реку части 136-й стрелковой дивизии, которая первой захватила плацдарм. Затем Везиров под сильным огнём противника успешно руководил переправой соединений 70-й армии. В течение 3 суток не покидал берег реки, воодушевляя личный состав бригады, был образцом доблести и отваги. Был представлен к присвоению звания Герой Советского Союза.
1 мая 1945 года вместе с другими соединениями бригада Везирова овладела городами Росток, Висмар и вышла на Эльбу. На следующий день пал Берлин. В течение нескольких дней бойцы Везирова занимались разминированием улиц, зданий в Ростоке. Эта работа продолжалась вплоть до Дня Победы. За образцовое выполнение боевых заданий командования и проявленные при этом высокое командирское искусство и личную отвагу гвардии полковнику Везирову Аслану Фархад оглы (Визирову Аслану Фахрадовичу) Указом ПВС СССР от 29.05.1945 года присвоено звание Героя Советского Союза с вручением ордена Ленина и медали Золотая Звезда (№ 5556).

## Отставка
В 1947 году полковник Везиров был уволен в запас. Сначала жил в городе Каунас, работал начальником областного управления автотранспортом, был избран депутатом Каунасского областного Совета. 
Так как климат Прибалтики отрицательно сказывался на здоровье, в 1952 году по рекомендации врачей переехал в Воронеж (где стал председателем областного общества охотников).
С 1958 года жил в Баку. Активно участвовал в общественной жизни. 1 апреля 1960 года был избран председателем президиума Азербайджанского общества охотников и рыболовов, с 1965 года являлся председателем Бакинской секции Советского Комитета ветеранов войны.
Неоднократно избирался депутатом райсовета и горсовета г. Баку, в 1980 году был избран депутатом Верховного Совета Азербайджанской ССР.
Скончался в 1988 году в Баку.

## Награды и звания
- медаль «Золотая Звезда»[3]
- орден Ленина[3]
- четыре Ордена Красного Знамени[3]
- Орден Кутузова 2-й степени - за выполнение боевой задачи на реке Днепр[3]
- Орден Богдана Хмельницкого 2-й степени - за освобождение Днепродзержинска[3]
- Орден Отечественной войны 1-й степени.
- орден "Крест Грюнвальда" II степени[3]
- медали[3]
  - медаль «За победу над Германией в Великой Отечественной войне 1941-1945 гг.»
- Почётная грамота Президиума Верховного Совета Литовской ССР[3]

- звание Почетный гражданин города Каунас[3]
- звание Почетный гражданин города Баку (1985)[3]
- звание Почётный гражданин города Могилёва.

## Память
- Бюст в одной из воинских частей в городе Мамоново Калининградской области Российской Федерации.
- Мемориальная доска в городе Могилёв на фасаде дома № 8 по улице Первомайской.
- Бюст в Могилёве в сквере у перекрёстка улиц Космонавтов и Лазаренко.

## Комментарии
1. ↑  Ныне — в Бардинском районе[2] Азербайджана.